# 王景 (萬曆進士)
王景（1574年—？），字景賢，號河占，明朝政治人物。四川成都府華陽縣（今屬雙流縣）人。

## 生平
萬曆三十一年（1603年）癸卯科四川乡试第六名舉人，三十五年（1607年）丁未科進士。初授大理寺评事，三十九年升户部主事，后以部郎出为永州府知府，有風裁。時属多白役，為民害，景嚴為禁约，民以休息。嘗捐費改建郡學，以秉正不阿弃官，公論既明，特起知河南懷慶府，升湖廣按察副使。天启六年（1626年），升雲南右參政，分守金沧道。崇禎元年起复原官，三年升贵州按察使，后以考察降为清军道参政。曾修蒼麓書院。

## 家族
曾祖王朝憲。祖父王友才。父王廷佐。母高氏。永感下。兄冕、鼎、晟。